# Gizeh (stad)
Gizeh (Arabisch: الجيزة, Al Jīzah/al-Gīzah, Engels: Giza) is een voorstad van de Egyptische hoofdstad Caïro. Gizeh is de hoofdstad van het gelijknamige gouvernement, het ligt aan de westelijke oever van de Nijl en circa 20 km ten zuidwesten van het centrum van Caïro. 
Gizeh is het bekendst om de sfinx en piramiden op het Gizeh-Plateau, net ten westen van de stad. 
In 2023 had Gizeh 4.458.135 inwoners (officiële schatting) en een bevolkingsdichtheid van 45.306 inwoners per km². Het is qua inwonertal, na Alexandrië en Caïro, de derde stad van Egypte en de meest dichtbevolkte grote stad van de wereld.

## Stedenband
- Amsterdam, Nederland
- Bandar Seri Begawan, Brunei
- Bergen, Noorwegen
- Los Angeles, Verenigde Staten
- Rinkeby-Kista, Stockholm, Zweden

## Geboren
- Nader Fergany (1944-2024), socioloog en econoom
- Mortada Mansour (1952), jurist, sportbestuurder en politicus
- Hazem Abou Ismaïl (1961), advocaat, salafistisch prediker en televisiepersoonlijkheid
- Mohamed Abo Treka (1978), voetballer

## Bezienswaardigheden

Kaart van de Necropolis van Gizeh

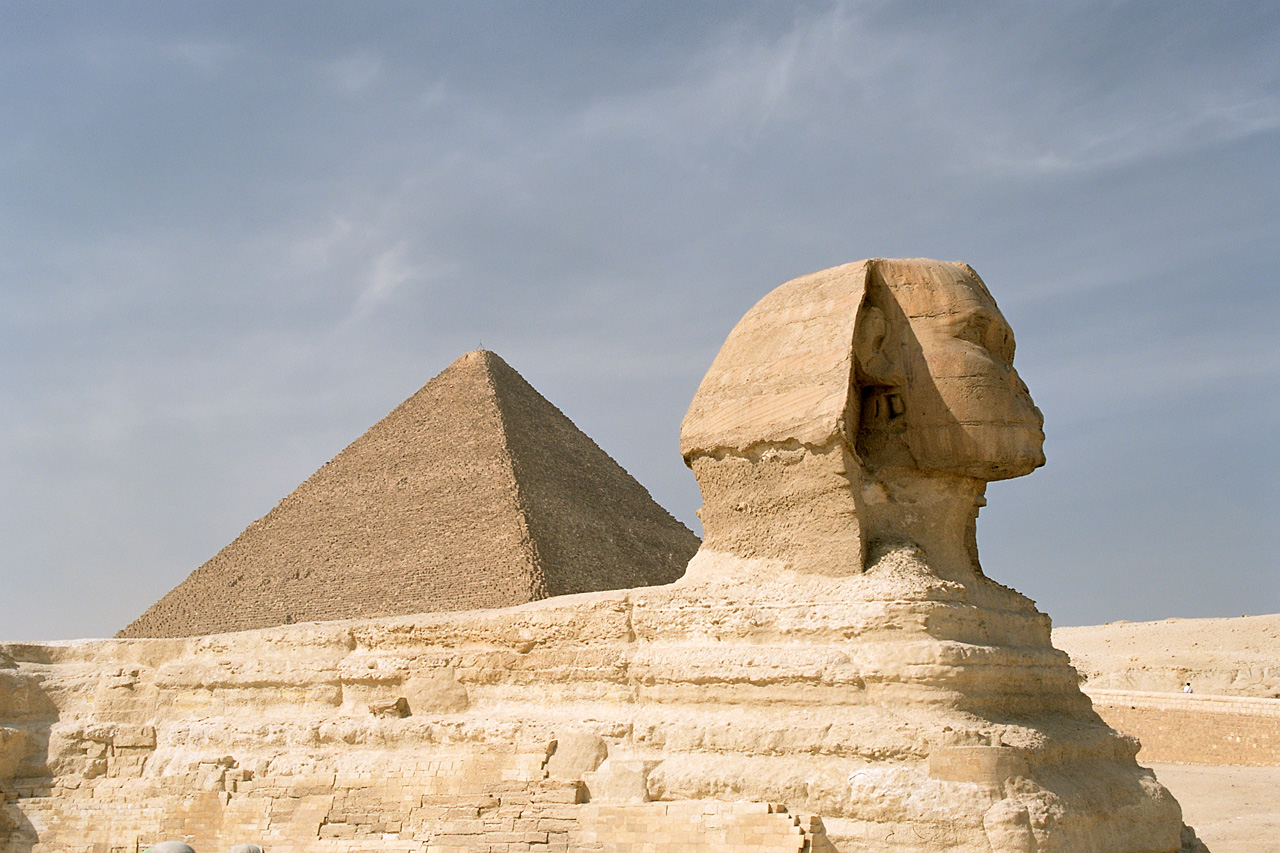
Sfinx van Gizeh

De belangrijkste bezienswaardigheden bevinden zich in de Necropolis van Gizeh en zijn o.a.:
- Piramide van Cheops (Choefoe of Cheops)
- Piramide van Chefren
- Piramide van Mycerinus
- Sfinx van Gizeh

Twee kilometer ten noorden van de Necropolis van Gizeh bevindt zich de site van het Groot Egyptisch Museum, een museumsite gepland in 2021 te openen.